# Tarnówek (województwo dolnośląskie)
Tarnówek – wieś w Polsce położona w województwie dolnośląskim, w powiecie polkowickim, w gminie Polkowice.

## Podział administracyjny
W latach 1975–1998 miejscowość położona była w województwie legnickim.

## Środowisko naturalne
Wieś znajduje się w obrębie mikroregionu Wzgórza Polkowickie, wchodzącego w skład mezoregionu Wzgórza Dalkowskie.

## Zabytki
Do wojewódzkiego rejestru zabytków wpisany jest:
- pałac w Tarnówku, z początku XX w.

## Oświata
- Oddział Przedszkola Miejskiego nr 5 Polkowice